# Мирный договор
Ми́рный договор — окончательное принятие участниками вооружённого конфликта обязательств о прекращении военных действий на основании письменно закреплённого соглашения.
В отличие от перемирия или прекращение огня, заключение мирного договора в наше время возможно лишь между двумя или несколькими признанными международным правом правительствами, так как в противном случае урегулированием конфликта призвана заниматься ООН. Наиболее важными составляющими мирного договора являются правовое урегулирование вопросов территориального суверенитета и политических условий, заявления о виде построения будущих дву- или всесторонних отношений, форма и объём репараций, последствия в военной области.

## История
Первым исторически документированным мирным договором стало соглашение между Египтом и Хеттским царством в 1259 году до н. э. после битвы при Кадеше. Этот договор содержал не только пакт о ненападении, но и обязательство о взаимопомощи в случае нападения с третьей стороны. Договор существовал в двух версиях, на египетском и на хеттском языках.